# День повернення
«День повернення» — радянський художній фільм 1979 року, знятий кіностудією «Білорусьфільм».

## Сюжет
Влітку 1944 року партизан Алесь Білий, якого всі на хуторі Ковальці вважали зниклим безвісти, прийшов на побивку додому. Його хату спалили німці, батько помер, кругом розруха і голод. Щоб вижити, селяни вирішують об'єднатися в єдине господарство. Алесь теж вступає в колгосп, але відпустка швидко закінчується — і солдат, спокійний за своїх земляків, знову йде воювати…

## У ролях
- Віктор Тарасов — Алесь
- Тетяна Ташкова — Олександра
- Віктор Гоголєв — епізод
- Лідія Константинова — епізод
- Борис Невзоров — Стась
- Геннадій Гарбук — епізод
- Геннадій Овсянников — епізод
- Костянтин Забєлін — епізод
- Олексій Бірічевський — епізод
- Василь Петренко — Юрась
- Вадим Ганшин — Гнат
- Леонід Іудов — епізод
- Павло Кормунін — епізод
- Віктор Проскурін — Віллі
- Андрій Василевський — епізод
- Леонід Крюк — епізод
- Валерій Жуков — епізод

## Знімальна група
- Режисер — Дмитро Зайцев
- Сценарист — Олександр Зайцев
- Оператор — Дмитро Зайцев
- Композитор — Петро Альхимович
- Художник — Юрій Альбицький